# フランツ・クサーヴァー・フィーバー

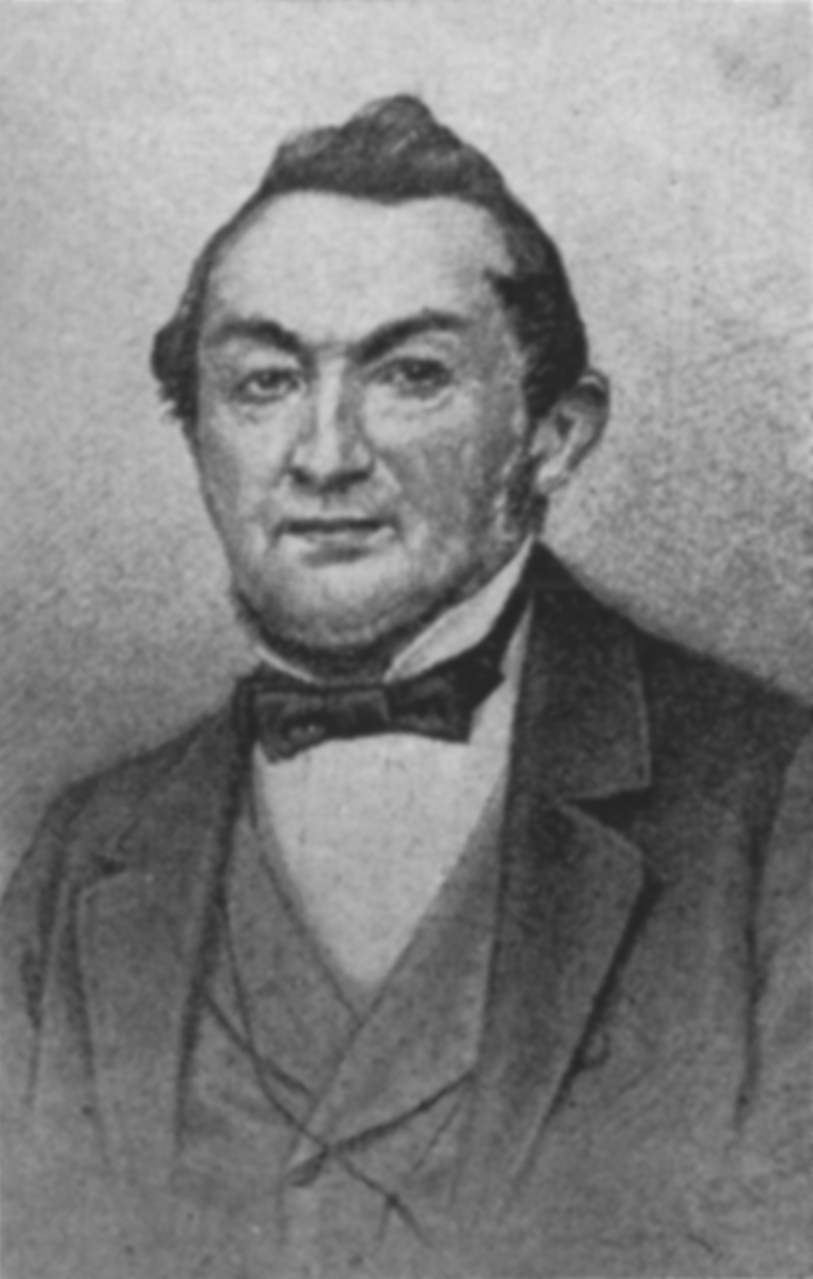
Franz Xaver Fieber

フランツ・クサーヴァー・フィーバー（Franz Xaver Fieber、1807年3月1日 - 1872年2月22日）はチェコの昆虫学者、植物学者である。「ヨーロッパの半翅目」（"Die europäischen Hemiptera"）などの著者として知られる。

## 略歴
プラハに生まれた。王立プラハ技術学校（Königliche böhmische ständische technische Lehranstalt zu Prag: チェコ工科大学の前身）で学んだ。役人として働くがこの時代のチェコの自然科学者たち、カレルとヤンのプレスル兄弟、ヨハン・ミカン、イグナツ・フリードリッヒ・タウシュ、ヴィンチェンツ・フランツ・コステレツキーから影響を受けた。1832年には役人をやめ自然科学の研究に専念した。
はじめプレスル兄弟やカシュパル・マリア・シュテルンベルクらのチェコの植物の研究に参加したが、1832年からは昆虫学に転じ、特に半翅目を専門とした。1860年に「ヨーロッパの半翅目」（"'Die europäischen Hemiptera"）が出版され、約200の昆虫が記載され、高い評価を受けた。フィーバーの集めた標本はパリ自然史博物館にある。
セリ科の植物の属名、Fiebera に献名されている。

## 著作
- 1851: Genera Hydrocoridum secundum ordinem naturalem in familias disposita. Abhandlungen der Königl. Böhmischen Gesellschaft der Wissenschaften, 5(7): 181-211
- 1858: Criterien zur generischen Theilung der Phytocoriden (Capsini aut.). Wiener entomologische Monatschrift, 2: 329-347.
- 1860: Die europäischen Hemiptera. Halbflüger. (Rhynchota Heteroptera). 444 pp. Carl Gerold’s Sohn (Wien)